# Фатих Бирол
Фатѝх Биро̀л (на турски: Fatih Birol) е турски икономист.
Роден е на 22 март 1958 година в Анкара. Завършва енергетика в Истанбулския технически университет, след което защитава магистратура и докторат във Виенския технически университет. Работи като икономист в Организацията на страните износителки на петрол във Виена, а от 1995 година – в Международната агенция по енергетика (МАЕ) в Париж, където достига до поста главен икономист. През 2015 година е назначен за изпълнителен директор на МАЕ и през следващите години работи за активизиране на връзките на организацията с големи развиващи се страни като Индия и Китай, както и на дейността ѝ във връзка с енергийния преход.